# 九州大学医疗技术短期大学部
九州大学医疗技术短期大学部（日语：／ Kyūshū Daigaku Iryōgijutsu Tankidaigaku *），简称医短，是过去一所位于日本福冈县福冈市东区的国立短期大学。

## 概要

### 简介
- 源流成立于1911年[1]。短期大学为于1971年开办[1]、由九州大学经营。招生到于2002年、停办于2006年[2]。为男女同校。

### 历史
- 1971年 九州大学医疗技术短期大学部成立并同时设置三个学科、以下列举[1]。
  - 护理科
  - 卫生技术科
  - 诊疗放射线技术科。
- 1976年 三个学科改名为、以下列举[2]。
  - 护理科→护理学科
  - 卫生技术科→卫生技术学科
  - 诊疗放射线技术科→诊疗放射线技术学科
- 1978年 助产学特別专攻成立于专科[3]。
- 2002年 招生最后、次年停止招生（正式停办于2006年3月20日[2]）。

## 学校环境
- 校区：在了福冈县福冈市东区[注 1]

## 历任校长
- 池田数好：第一代短期大学校长[4]。

## 组织

### 学科
- 护理学科
- 卫生技术学科
- 诊疗放射线技术学科

### 专科
| - 助产学特別专攻 |

### 业余课程
| - 没有 |

## 相关链接
- 日本短期大学列表